# 永尾敏明
永尾 敏明（ながお としあき、2000年3月13日 - ）は、日本の男子バレーボール選手である。

## 来歴
長崎県長崎市出身。担任の先生に勧められ小学6年生からバレーボールを始める。
鎮西学院高等学校、東亜大学を経て、2021-22シーズン、V.LEAGUE DIVISION1 MEN（V1男子）に所属する大分三好ヴァイセアドラーの内定選手となった。内定選手としてV1の試合に出場しVリーグデビューも果たした。
2022年、大学卒業後に、大分三好ヴァイセアドラーに入団した。
2024年5月にチームが休部となったことを受け、自由交渉選手として公示された。

## 所属チーム
- 鎮西学院高等学校（2015-2018年）
- 東亜大学（2018-2022年）
- 大分三好ヴァイセアドラー（2022-2024年）